# Willy Steffen
Willy Steffen (Utzenstorf, 17 maart 1925 - Bern, 3 mei 2005) was een Zwitsers voetballer die speelde als verdediger.

## Carrière
Steffen begon zijn profcarrière bij Cantonal Neuchâtel waar hij speelde van 1942 tot 1946. In 1946 maakte hij de overstap naar het Engelse Chelsea FC waar hij een seizoen speelde. Van 1947 tot 1950 speelde hij opnieuw voor Cantonal Neuchâtel. In 1950 speelde hij negen seizoenen voor Young Boys Bern, hij won twee keer de landsbeker en drie keer de landstitels.
Hij speelde 28 interlands voor Zwitserland waarmee hij deelnam aan het WK voetbal 1950.

## Erelijst
- Young Boys Bern
  - Landskampioen: 1957, 1958, 1959
  - Zwitserse voetbalbeker: 1953, 1958